# Sandálias de Cristo

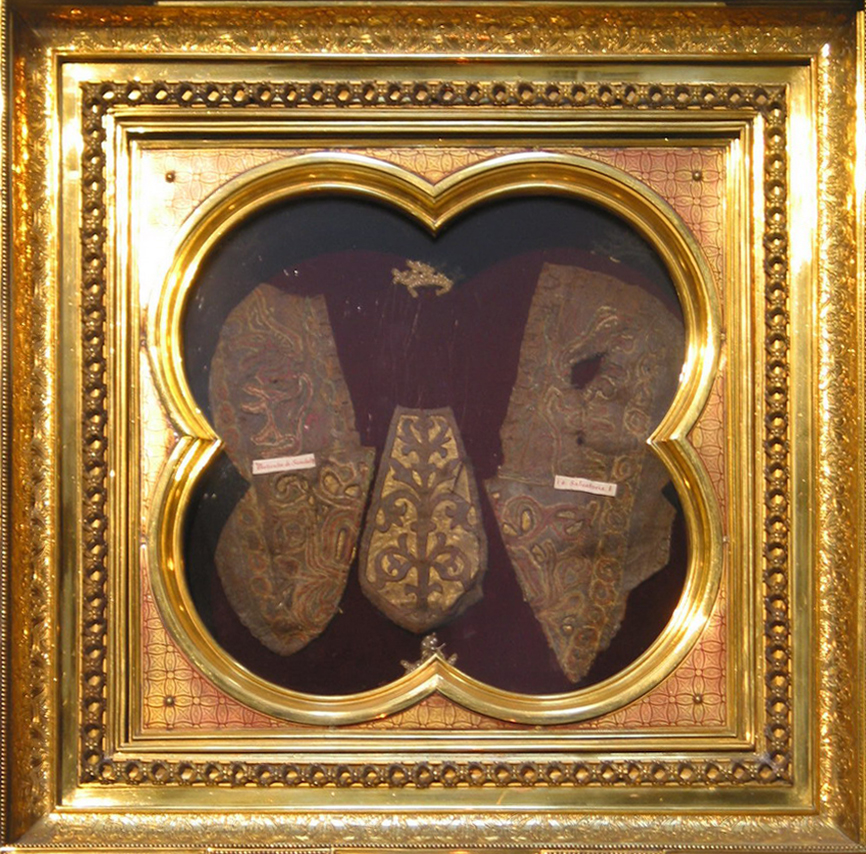
As "Sandálias de Cristo" na basílica de Prüm.

As Sandálias de Cristo estão entre as relíquias mais importantes da Idade Média. Esta relíquia surgiu no momento da consagração de Pepino o Breve pelo Papa Estêvão II e da fundação dos Estados Papais (pela doação de Pepino).
Pepino guardaria as sandálias no seu reino e doou-as, bem como a uma vasta propriedade rural, à abadia de Prüm, no Eifel, criada trinta anos antes. Esta abadia tornou-se uma das mais importantes do Império Carolíngio e a sua igreja tem o nome de São Salvador.
Para rivalizar com a abadia de Prüm, era preciso ter uma relíquia de prestígio. No século XII, foi o que fez Tréveris expondo a Santa Túnica, de origem duvidosa, mas mais espetacular aos olhos dos fiéis. A luta de supremacia durou cinco séculos. Em 1524 teve lugar a primeira procissão de peregrinação à Santa Túnica de Tréveris. Em 1574, Prüm perdeu a sua independência face à antiga cidade romana.
As Sandálias de Cristo – ou mais precisamente Partikel der Sandalen (fragmentos das sandálias) – são ainda hoje objeto de veneração religiosa na basílica de Prüm.